# Ill (France)
Pour les articles homonymes, voir Ill.
Ne doit pas être confondu avec la rivière Ille.
L'Ill est une rivière française qui baigne la plaine d'Alsace. Important affluent gauche du Rhin et principale rivière d'Alsace, elle prend sa source dans les contreforts nordiques du Jura et coule dans les départements du Haut-Rhin et du Bas-Rhin.

## Géographie

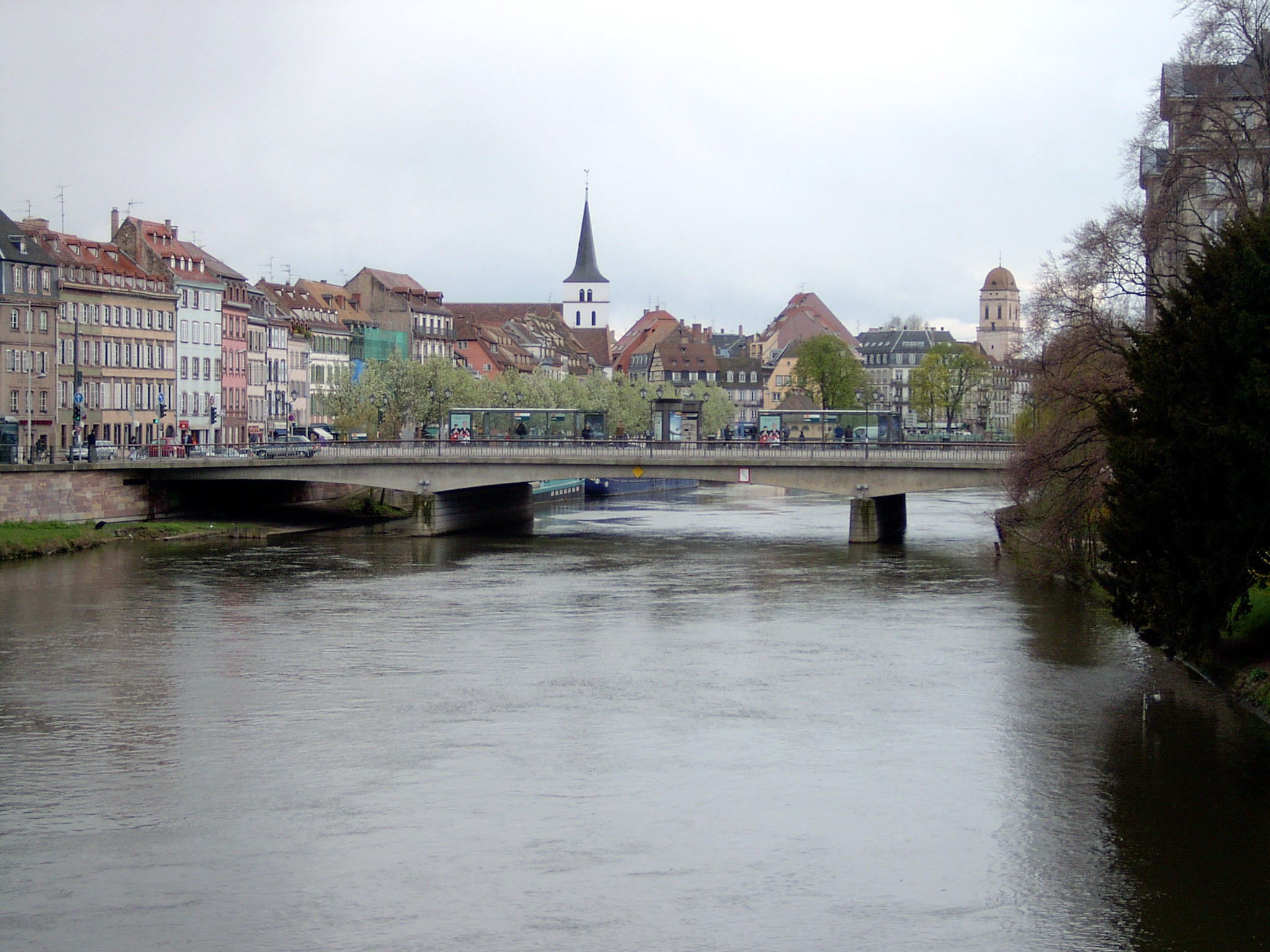
Vue de l’Ill à Strasbourg.

La longueur de son cours est de 216,7 km,.
L’Ill prend sa source sur les pentes du Glaserberg, dans un verger au sud-est du village de Winkel (endroit désigné, en 1591, sous le nom de Illentsprung c'est-à-dire origine de l'Ill), se perd peu après son entrée sur le territoire de la commune de Ligsdorf, avec une résurgence dans cette même commune. Son courant permettait de faire tourner les roues à aubes des scieries et des moulins.
Elle contourne alors Ferrette par l’est. La Largue (autre rivière sundgauvienne) se jette dans l’Ill à Illfurth. L’Ill bifurque vers le nord et se jette dans le Rhin à Offendorf, en aval de Strasbourg, après le barrage hydro-électrique de Gambsheim. Avant les travaux de rectification du Rhin, l'Ill se jetait dans le Rhin au droit de La Wantzenau.
Elle arrose successivement Altkirch, Mulhouse, Colmar, Sélestat et Strasbourg.
À Mulhouse, l’Ill se divisait originellement en deux bras pour former une petite île sur laquelle, selon la légende, se serait implanté un moulin à eau autour duquel se serait bâtie la ville de Mulhouse. Ces bras ont ensuite, au cours du Moyen Âge, été aménagés et divisés pour servir de douves aux remparts de la ville. De nos jours, la plupart des douves ont été comblées. Seuls deux bras subsistent, tous deux recouverts :
- l’un, au nord, passe sous l’avenue du Président-Kennedy, longtemps appelée Quai du Fossé à cause de la douve ;
- l’autre, au sud, passe sous la rue de la Sinne. Cette rue tire son nom du mot alsacien Sinne (jauge) car une échelle graduée, installée derrière l’hôtel de ville, permettait de surveiller le niveau de la rivière.

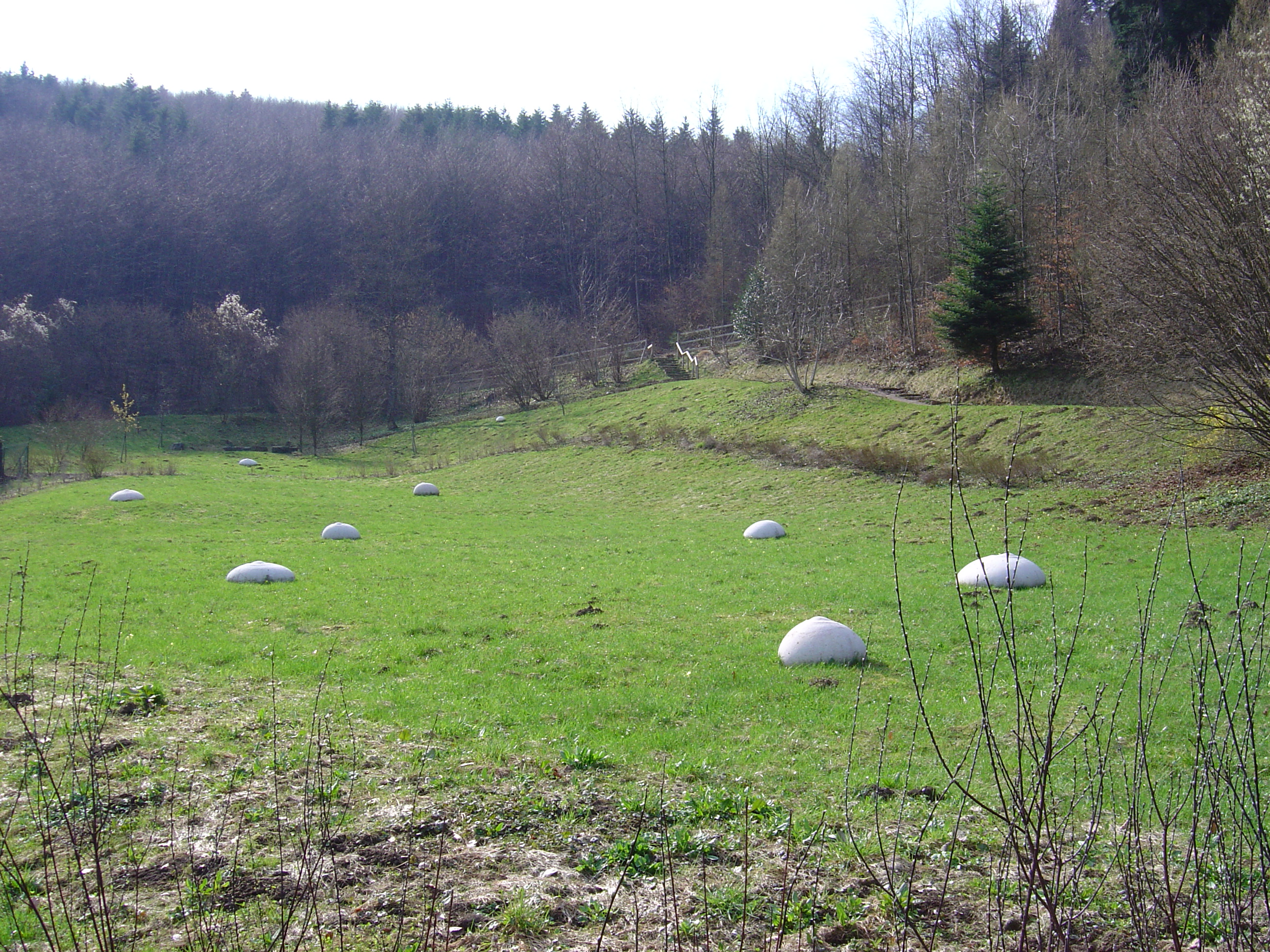
La source de l’Ill, à Winkel (Haut-Rhin)

À son entrée dans Mulhouse, l’Ill se déverse en grande partie dans le canal de décharge qui dévie le débit de l’Ill dans la Doller et protège le centre historique de Mulhouse des inondations.
Au niveau d’Erstein, l’Ill est reliée à un canal de décharge et un canal d’alimentation qui permettent d’en contrôler le débit à l’entrée de Strasbourg. Dans la traversée de Strasbourg, elle se divise en plusieurs bras et concourt à la renommée touristique du quartier de la Petite France. Dans les péniches, on trouve bistrots, restaurants et discothèques.
Selon l'association écologiste Robin des Bois, l'Ill serait polluée aux PCB sur la quasi-totalité de son cours. Cependant, on y trouve des brèmes, des barbeaux, des chevesnes, des carpes, des brochets, des silures, des gobies... et selon le ZNIEFF, on y observe aussi la présence de truites fario, de lamproies, d'anguilles et de sandres, de même que de castors (en amont de Mulhouse).

### Toponymes
Cinq communes alsaciennes tirent leur nom de l'hydronyme de cette rivière :
- Illfurth ("le gué de l'Ill")
- Illhaeusern ("le village de l'Ill")
- Illkirch ("l'église de l'Ill")
- Illtal ("la vallée de l'Ill")
- Illwickersheim, nom d'Ostwald avant la Révolution française ("le vivier de l'Ill")
- Illzach (origine inconnue, mais probablement "les dix (habitants/maisons) de l'Ill")

D'autres toponymes ont la même racine : l'Illwald (la forêt de l'Ill, proche de Sélestat) en est un exemple.
Il est très probable aussi que le nom de la région d'Alsace provienne de celui de l'Ill. Le nom alsacien de la région est Elsass :
- El- viendrait de l'alémanique Ell qui désignerait l'Ill.
- saß viendrait du verbe sitzen (se trouver, être assis) (prétérit de l'allemand : saß – prétérit du vieil anglais : sæt)[réf. nécessaire]

Dans cette logique, Elsass signifierait « le pays au bord de l'Ill » ou le « pays de l'Ill », le substantif "pays" étant dérivé de "saß" ("l'assise"/"le siège").

### Localités traversées ou longées

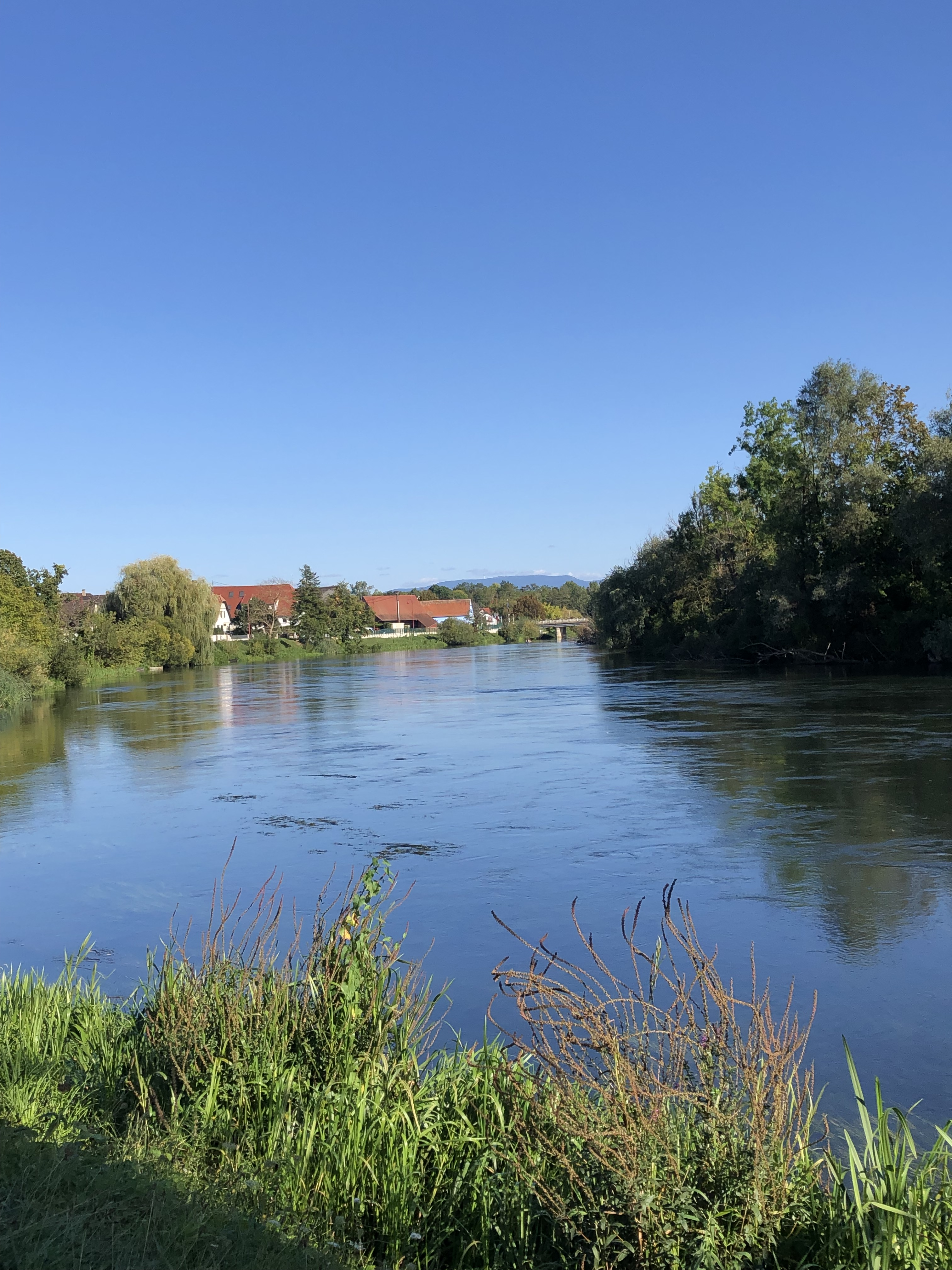
L'Ill à La Wantzenau.

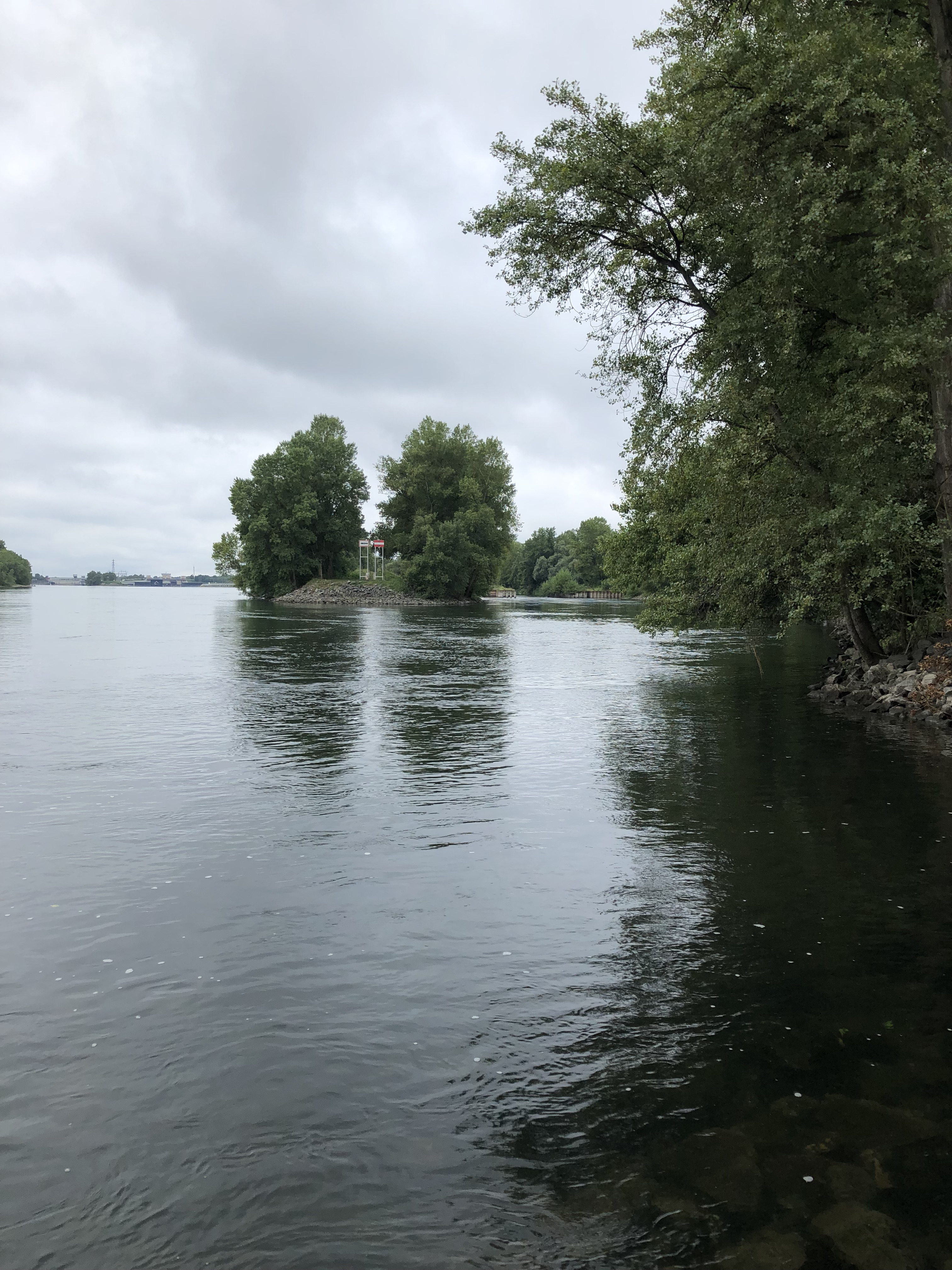
Le canal de dérivation de l'Ill (à droite) débouche dans le Rhin à Offendorf.

Haut-Rhin: Glaserberg, Ligsdorf, Raedersdorf, Oltingue, Fislis, Werentzhouse, Durmenach, Roppentzwiller, Waldighofen, Illtal, Bettendorf (Haut-Rhin), Hirsingue, Hirtzbach, Carspach, Altkirch, Walheim (Haut-Rhin), Tagolsheim, Illfurth, Canal du Rhône au Rhin, Frœningen, Hochstatt, Canal du Rhône au Rhin, Zillisheim, Brunstatt-Didenheim, Mulhouse, Bourtzwiller, Illzach, Sausheim, Ruelisheim, Ensisheim, Réguisheim, Meyenheim, Oberentzen, Niederentzen, Biltzheim, Oberhergheim, Niederhergheim, Sainte-Croix-en-Plaine, Logelheim, Sundhoffen, Andolsheim, Horbourg-Wihr, Colmar, Illhaeusern,
 Bas-Rhin: Réserve naturelle régionale du Ried de Sélestat, l'Ill*Wald, Sélestat, Ehnwihr (Muttersholtz), Ebersmunster, Kogenheim, Sermersheim, Huttenheim, Benfeld, Sand (Bas-Rhin), Matzenheim, Osthouse, Erstein, Nordhouse, Hipsheim, Wibolsheim (Eschau), Eschau, Ohnheim (Fegersheim), Illkirch-Graffenstaden, Ostwald, Elsau (Strasbourg), Montagne Verte (Strasbourg), Petite France (Strasbourg), Strasbourg, Grande Île de Strasbourg, Krutenau (Strasbourg), Neustadt (Strasbourg), Contades (Strasbourg), Quartier européen de Strasbourg, Wacken (Strasbourg), Schiltigheim, Bischheim, Cité de l'Ill (Strasbourg), Robertsau (Strasbourg), Hœnheim, La Wantzenau, Gambsheim, Offendorf, Rhin.

### Cantons traversés
Haut-Rhin: canton d'Altkirch, canton de Brunstatt, canton de Mulhouse 1, canton de Mulhouse 2, canton de Mulhouse 3, canton de Rixheim, canton de Wittenheim, canton d'Ensisheim, canton de Colmar 2, canton de Sainte-Marie-aux-Mines.
 Bas-Rhin: canton de Sélestat, canton d'Erstein, canton de Lingolsheim, canton d'Illkirch-Graffenstaden, canton de Strasbourg 2, canton de Strasbourg 1, canton de Strasbourg 4, canton de Schiltigheim, canton de Hœnheim, canton de Brumath, canton de Bischwiller.

## Affluents
Ses principaux affluents, hormis le Thalbach, lui parviennent par sa rive gauche: la Largue, issue comme l'Ill du Jura sundgauvien, ou issus du massif vosgien : la Doller, la Thur, la Lauch, la Fecht, le Giessen (et son affluent la Lièpvrette), l’Andlau, l'Ehn, la Bruche et la Souffel. Elle est aussi alimentée du côté droit par la nappe phréatique rhénane qui lui apporte de petits affluents dont la Blind à Ehnwihr, entre les confluents de la Fecht et du Giessen.

## Hydrologie
Le régime de l’Ill est pluvio-océanique, caractérisé par des hautes eaux en hiver et au début du printemps, avec des basses eaux en été ainsi qu'au début de l’automne.

### L'Ill à Strasbourg
Le débit de l'Ill a été observé pendant une période de 41 ans (1974-2014), à la station hydrométrique de Chasseur-Froid à la Robertsau, quartier de Strasbourg (chef-lieu du département du Bas-Rhin), située peu avant la confluence de l'Ill avec le Rhin, à 131 m d'altitude. La surface étudiée à cet endroit est de 4 600 km2 soit près de 97 % de la totalité du bassin versant de la rivière qui est de 4 760 km2.
Le module de la rivière à Strasbourg est de 59,60 mètres cubes par seconde.
L'Ill présente des fluctuations saisonnières de débit fort peu importantes. Les hautes eaux se déroulent en hiver et sont caractérisées par des débits mensuels moyens allant de 59,6 à 70,2 m3/s, de décembre à mars inclus (avec un très léger maximum en février). Dès le mois d'avril, le débit baisse très doucement jusqu'aux basses eaux qui ont lieu en été de juillet à octobre, avec une baisse du débit moyen mensuel allant jusqu'à 49,10 m3/s aux mois d'août et de septembre, ce qui reste très abondant. Mais les variations de débit peuvent être plus importantes selon les années.

### Étiage
Ainsi le VCN3 ou débit d'étiage peut chuter jusqu'à 33 m3/s en cas de période quinquennale sèche, soit 33 000 litres par seconde, ce qui doit être considéré comme restant plus que confortable : environ 50 % du débit nominal.

### Crues
Toutefois les crues peuvent être assez importantes, sans être vraiment dévastatrices, d'autant plus que des canaux de décharge existent (avant Strasbourg notamment). Les QIX 2 et QIX 5 valent respectivement 140 et 170 m3/s. Le QIX 10 vaut 190 m3/s tandis que le QIX 20 se monte à 220 m3/s et le QIX 50 à 240 m3/s.
Le débit instantané maximal enregistré à Strasbourg, depuis 1974, a été de 280 m3/s le 17 février 1990, tandis que la valeur journalière maximale avait été de 236 m3/s la veille. En comparant la première de ces valeurs aux différents QIX de la rivière, il apparaît que cette crue de février 1990 était supérieure à celle prévue par le QIX 50 et était donc tout à fait exceptionnelle.

### Lame d'eau et débit spécifique
Au total, l'Ill est une rivière abondante, puissamment alimentée par les fortes précipitations vosgiennes, partiellement compensées cependant par la faiblesse des précipitations sur la plaine d'Alsace. La lame d'eau écoulée dans le bassin versant de l'Ill est de 409 millimètres annuellement, ce qui est assez élevé, nettement supérieur à la moyenne d'ensemble de la France (plus ou moins 320 millimètres par an, et même supérieur à la totalité du bassin du Rhin (375 millimètres par an environ) bénéficiant pourtant des très importantes précipitations alpines. Le débit spécifique (ou Qsp) atteint 13 litres par seconde et par kilomètre carré de bassin.

## Navigation
L'Ill est navigable d'Ostwald à l'embouchure du canal de la Marne au Rhin, ce qui représente seulement 10 km de voie navigable. Il est cependant à noter que le barrage Vauban se trouvant aux portes de Strasbourg dans le quartier de la Petite France coupe cette voie navigable en deux. Les portes de celui-ci ne sont en effet conçues que pour des embarcations de petit gabarit. Cet obstacle peut néanmoins être contourné par le canal du Rhône au Rhin et le canal de la Marne au Rhin par lesquels l'Ill est aussi relié de façon navigable au port autonome de Strasbourg et au Rhin.
La partie navigable de l'Ill est quasi exclusivement utilisée par la flotte de bateaux-mouches du port autonome de Strasbourg utilisant aussi le canal du Faux-Rempart afin de faire le tour de la Grande Île et circulant entre le barrage Vauban et le Quartier européen avec un départ non loin du palais Rohan.